# Synagoga v Rousínově
Synagoga v Rousínově je bývalá židovská modlitebna postavená původně v roce 1591 v renesančně barokním stylu. Nachází se v ulici V uličkách pod číslem popisným 6, přibližně 100 metrů jihozápadně od Sušilova náměstí. Synagoga je chráněna jako kulturní památka České republiky.
Rousínovský templ prodělal během své existence několik přestaveb. Poslední z nich je pozdně klasicistní úprava z roku 1842. Bohoslužby se zde konaly do druhé světové války, během níž bylo zničeno vnitřní zařízení. U vchodu je dnes umístěn památník nacistické perzekuce židovského obyvatelstva města v letech 1939–1945, který byl odhalen v roce 2006.
Od roku 1949 je budova využívána jako sbor Církve československé husitské, modlitebnu v patře využívá Českobratrská církev evangelická.
Rousínovská židovská komunita přestala existovat v roce 1940.